# Wrażliwość organizacji na zmiany
Wrażliwość organizacji na zmiany (ang. sensibility to change) – pojęcie w dziedzinie nauk o zarządzaniu, które odwołuje się do jednej z popularniejszych metafor w opisie organizacji, tj. do metafory organizmu, w której to organizacja rysuje się jako żywy organizm, zależny od otoczenia, wrażliwy na zmieniające się środowisko i spełniający funkcje niezbędne do przetrwania. Zgodnie z metaforą organizmu, organizacje najefektywniej działają wtedy, gdy są zaspokojone ich potrzeby.
Literatura przedmiotu rozpatrując wrażliwość organizacji na zmiany dokonuje identyfikacji dwóch przeciwległych jej przymiotów, tj. oziębłości oraz przychylności.
W pierwszym z wyżej wymienionych przypadków mowa jest o tzw. organizacjach oziębłych, w których zmiana w naturalny sposób kojarzona jest z zachwianiem równowagi, burzeniem ustalonego porządku, naruszeniem optymalnego dla większości pracowników poziomu bezpieczeństwa. Są to organizacje przeciwstawiające się zmianom, konserwatywne, z negatywnie ukształtowaną i mało wrażliwą na otoczenie kulturą organizacyjną. Znamienną cechą opisywanych organizacji jest minimalizowanie wysiłku, niezbędnego do otrzymania założonego efektu. Podmioty te wyróżnia powolne tempo zmian. Przykładem podmiotów oziębłych są, m.in. jednostki publicznej ochrony zdrowia.
Z kolei organizacje przychylne wyróżnia otwartość i podatność na zmieniające się otoczenie. Są to podmioty uległe, które skłonne są poświęcić status quo na rzecz planowanej i zakładanej poprawy. Znamienny jest tu wpływ autorytetu przywódcy, któremu pozostawia się inicjatywę.
W codziennej praktyce dwa powyżej wymienione nurty przenikają się wzajemnie, tworząc swoistą homeostazę w organizacji. Wszak nadmierna oziębłość lub przychylność mogą stać się w pewnych okolicznościach czynnikami destrukcyjnymi i destabilizującymi organizację.

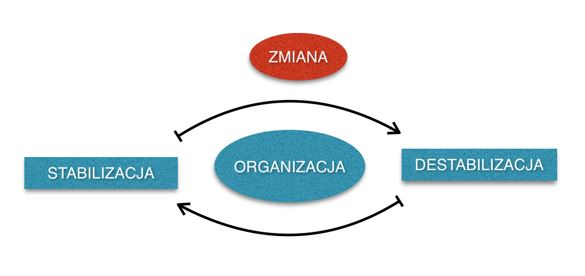

Co więcej dzisiejszej przedsiębiorstwa funkcjonują w niezwykle dynamicznym i pełnym wyzwań otoczeniu, opartym, m.in. na szybkim rozwoju nowych technologii, wysokiej konkurencji, komputeryzacji. Tym samym, celem zachowania stabilności oraz zapewnienie długotrwałego rozwoju, przedsiębiorstwa zmuszone są wdrażać zmiany w równie dynamiczny, ale zarazem przemyślany sposób. Jest to swoiste zaprzeczenie klasycznej sekwencyjnej teorii wprowadzania zmian Kurta Lewina, która zakłada istnienie stanu równowagi w funkcjonowaniu przedsiębiorstwa, zanim nastąpi zakłócenie, tj. zamiana. Pod jej wpływem organizacja przechodzi szereg gwałtownych przemian, by ostatecznie ponownie osiągnąć stan stabilizacji. Być może niska skuteczność realizowanych przedsięwzięć, to właśnie wynik klasycznego podejścia do zarządzania zmianą. Wszak etap zamrożenia, w którym utrwalane są nowe wzorce zachowań, by ostatecznie stały się obowiązującą w przedsiębiorstwie normą, w świetle stale oddziałujących czynników zewnętrznych, zdaje się być niemożliwy do osiągnięcia. Co więcej model ten nie uwzględnia złożoności otoczenia gospodarczego.
Dokonując podziału zmian ze względu na źródło, wyróżnić należy zmiany o charakterze zewnętrznym oraz wewnętrznym. W pierwszej z powyżej wymienionych grup uwzględnia się wszelkie czynniki otoczenia organizacji, tj. nowe regulacje formalno-prawne, zmiany gospodarcze, rozwój technologii, zmieniające się preferencja klientów itp. Z kolei źródeł wewnętrznych należy w głównej mierze upatrywać w zmianach procesów zarządczych, fuzjach, restrukturyzacjach, tzn. w decyzjach zarządu przedsiębiorstwa.
Przyglądając się przyczynom zmian wyróżnić można zmiany samoistne, tzn. sytuacje, w których przedsiębiorstwo samo dostrzega konieczność zmian oraz narzucone, czy innymi słowy dostosowawcze, gdy zmieniające się otoczenie nakłada konieczność nowych wdrożeń. Zmiany samoistne są najczęściej wyprzedzające, tzn. firma sama dostrzega konieczność wdrożenia zmian, wyprzedza tym samym rozwiązania dostępne na rynku, zwiększając tym samym swoją konkurencyjność. Co więcej są to przede wszystkim zmiany planowane, co umożliwia ich uporządkowaną implementację. Wdrożenia narzucone, są jednocześnie reaktywne, zatem opóźnione w swym działaniu i mało efektywne. Są wynikiem działania sił zewnętrznych, nieplanowane, a co za tym idzie obarczone dużym ryzykiem błędów. Znamienna klasyfikacja obejmuje również rozmiar zmian. I tak oto możemy mieć do czynienia ze zmianami zachowawczymi, których celem jest utrzymanie bieżącego funkcjonowania oraz rozwojowymi, gdy podejmowane działania mają na celu poprawę sprawności firmy. Wszelkie zmiany organizacyjne mogą mieć oczywiście charakter całościowy lub swym zakresem mogą jedynie obejmować odpowiednie departamenty, czy działy. Przykładem zmian częściowych, czyli fragmentarycznych jest, m.in. wdrożenie nowych procesów IT. Te z kolei mogą mieć charakter innowacyjny lub odtwórczy, w zależności od tego, czy wprowadzane ulepszenia są nowatorskimi i oryginalnymi zastosowaniami, czy też posiadają znamiona już stosowanych wcześniej technologii i rozwiązań. W powyżej opisanym przypadku mowa jest o poprawie funkcjonowania, ale pamiętać należy, że zmiany mogą mieć nie tylko pozytywny wpływ na organizacją. Może bowiem dojść do sytuacji, w której poniesione koszty zmiany przewyższają jej efekt wówczas mówimy o zmianach negatywnych lub, gdy koszty równoważą rezultat implikując zmianę obojętną dla organizacji.